# Frederic Clay
Frederic Emes Clay (ur. 3 sierpnia 1838 w Paryżu, zm. 24 września 1889 w Great Marlow w hrabstwie Buckinghamshire) – brytyjski kompozytor.

## Życiorys
Studiował w Paryżu u Bernharda Molique’a oraz w Lipsku u Moritza Hauptmanna. Początkowo pracował jako urzędnik, następnie poświęcił się karierze muzycznej. Debiutował wystawioną w 1862 roku operą Court and Cottage i przez następne lata cieszył się dużą, choć krótkotrwałą, popularnością jako autor muzyki do dzieł scenicznych. Uznanie wśród publiczności znalazła sobie zwłaszcza pieśń I’ll sing the Song of Araby z kantaty Lallah Rookh. Niedługo po premierze opery Golden Ring (1883) doznał udaru mózgu, na skutek czego musiał zakończył karierę.

## Wybrane kompozycje
(na podstawie materiałów źródłowych)

### Opery
- Court and Cottage (wyst. Londyn 1862)
- Constance (wyst. Londyn 1865)
- The Bold Recruit (wyst. Canterbury 1868)
- Ages Ago (wyst. Londyn 1869)
- The Gentleman in Black (wyst. Londyn 1870)
- Happy Arcadia (wyst. Londyn 1872)
- Oriana (wyst. Londyn 1873)
- Cattarina (wyst. Londyn 1874)
- Princess Toto (wyst. Londyn 1876)
- Don Quixote (wyst. Londyn 1876)
- The Merry Duches (wyst. Londyn 1883)
- Golden Ring  (wyst. Londyn 1883)

### Kantaty
- The Kinghts of the Cross (1866)
- Lallah Rookh (1877)
- Saradanapalus (1882)